# Ярешко Андрій Григорович
Андрі́й Григо́рович Яре́шко (19 липня 1964 — 5 березня 2016) — старший лейтенант сил України, учасник російсько-української війни.

## Життєпис
Народився 1964 року в місті Полтава, де одружився й проживав.
У часі війни — старший лейтенант, командир взводу, виконувач обов'язків командира 1-ї роти, 16-го ОМпБ «Полтава»; пішов у батальйон під час першої хвилі мобілізації. Супроводжував вантажі та набої в зону бойових дій, під ДАП, Дебальцеве, чергував на блокпостах, зводив укріплення зі своїми бійцями. Звільнився, але через три місяці знову пішов на фронт.
5 березня 2016 року зазнав важкого уламкового поранення у голову — під час мінометного обстрілу в промзоні Авдіївки, російські терористи протягом 5 годин обстрілювали українські позиції із 120-мм мінометів з боку Ясинуватої; міна розірвалася за 5 метрів від Андрія. О 17:20 Андрій Ярешко помер від поранень у реанімобілі. Тоді ж загинув старший солдат Юрій Мальцев.
9 березня 2016-го похований на Алеї Героїв Центрального міського кладовища Полтави.
Без Андрія лишилися дружина та донька.

## Нагороди та вшанування
- указом Президента України № 132/2016 від 8 квітня 2015 року «за особисту мужність і високий професіоналізм, виявлені у захисті державного суверенітету та територіальної цілісності України, вірність військовій присязі» — нагороджений орденом Богдана Хмельницького III ступеня (посмертно)[1].
- рішенням Полтавської обласної ради нагороджений відзнакою «За вірність народу України» І ступеня (посмертно)
- нагороджений відзнакою Начальника ГШ ЗСУ «Учасник АТО» (посмертно)
- Відзнака «За оборону Авдіївки»
- Медаль «За жертовність і любов до України»  (посмертно).